# Lao (Fluss)
Der Lao (auch Laino, im Oberlauf Mércure, historisch Laus, Λᾶος) ist ein Fluss in Süditalien. Er entspringt in der Region Basilikata, verläuft aber größtenteils in der Region Kalabrien.

## Verlauf

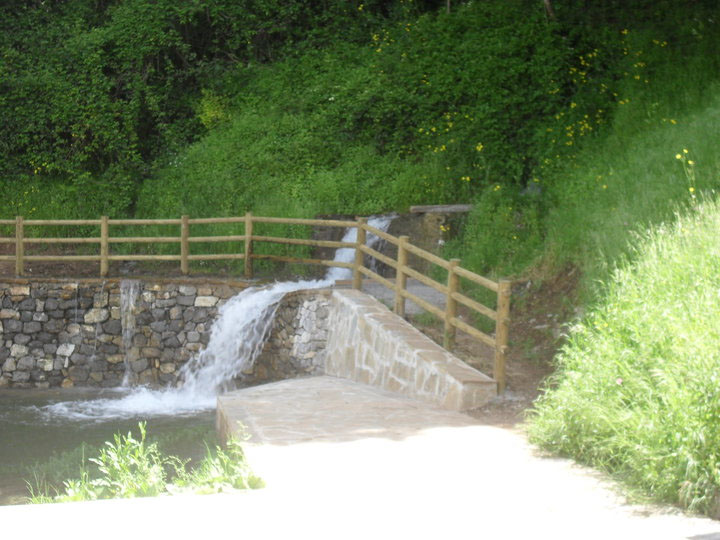
Die Quelle des Mércure

Der Lao entspringt im Parco Nazionale del Pollino am Monte Serra in Viggianello (Basilikata) bei Rotonda (Basilikata), fließt zunächst nach Westen, quert die Grenze zwischen den Regionen Basilikata und Kalabrien, wendet sich nach Süden, passiert die Orte Laino Borgo und Laino Castello und kreuzt die Autobahn Autostrada A3. In der Folge fließt er weiter in südsüdwestlicher Richtung ab, an Papasidero vorbei, bis er nach einem Lauf von 51 km Länge südlich von Scalea in das Tyrrhenische Meer mündet.
Sein Einzugsgebiet beträgt 601 km².

## Zuflüsse
Von links fließt dem Lao der Fiume Argentino zu.